# Чайка, Павел Петрович
Па́вел Петро́вич Ча́йка (бел. Павел Пятровіч Чайка; 21 июня 1889, деревня Лютовичи, Борисовский уезд, Минская губерния, Российская империя — 9 января 1921) — белорусский военный деятель, один из руководителей Слуцкого восстания.

## Биография
Родился в деревне Лютовичи (ныне Копыльский район, Минская область, Республика Беларусь).
В 1909 году закончил мужскую гимназию, в 1912 году закончил Иркутское военное училище. Принимал участие в Первой мировой войне и дослужился до обер-офицерского чина штабс-капитана. За мужество во время военных действий был награждён орденами Св. Владимира 4 степени, Св. Анны 3 и 4 степени и Св. Станислава 3 степени. После Февральской революции 1917 года примкнул к партии эсеров и в дальнейшем был их ставленником.
В начале 1919 года он был мобилизован в Красную армию, службу проходил в военном комиссариате Слуцкого повета. После появления польских войск, ушёл в родную деревню Лютовичи. Там он некоторое время поддерживал отношения с антипольским подпольем. Летом 1920 года его снова мобилизовали в Красную армию, однако он быстро оттуда дезертировал. В ноябре того же года примкнул к Слуцкому восстанию. Вскоре возглавил Первый Слуцкий полк, и тогда же встал во главе Слуцкой бригады повстанцев.
Осуществил освобождение из плена комиссара Лебедева, в результате чего он был арестован по приказу Белорусской рады Случчины. Однако сумел сбежать из-под охраны. 3 декабря 1920 года сдался Красной армии. 7 января 1921 года был приговорён к расстрелу «за антисоветскую деятельность» постановлением «тройки» особого отдела 16 армии во главе с Я. К. Ольским. В 1992 году был реабилитирован.